# Notfallsanitäter
Notfallsanitäter ist ein Heilberuf im Rettungsdienst (Sanitäter). Die Berufs- bzw. Tätigkeitsbezeichnung existiert in Österreich seit 2002, in Deutschland seit 2014. Das Gegenstück in der Schweiz ist der diplomierte Rettungssanitäter. Eine ähnliche Bedeutung im englischen Sprachraum hat Paramedic. Notfallsanitäter zählen zum Rettungsfachpersonal.

## Notfallsanitäter in Deutschland

### Ausbildung und Stellung
Der Beruf des Notfallsanitäters (in Deutschland in der Regel NotSan oder NFS abgekürzt) hat den bisherigen Rettungsassistenten als höchste berufliche, nicht ärztliche Qualifikation im Rettungsdienst abgelöst und gehört zu den Gesundheitsfachberufen. Um der medizinischen Entwicklung im Rettungsdienst auch in der Ausbildung Rechnung zu tragen, unterscheidet sich die Ausbildung zum Notfallsanitäter dahingehend, dass sie von der bisherigen Ausbildung zum Beruf des Rettungsassistenten von zwei auf drei Jahre verlängert wurde. Das Notfallsanitätergesetz (NotSanG) und die aufgrund dieses Gesetzes erlassene Ausbildungs- und Prüfungsverordnung sind am 1. Januar 2014 in Kraft getreten. Das bisherige Rettungsassistentengesetz trat am 31. Dezember 2014 außer Kraft, um eine einjährige Übergangsphase bei der Ausbildung zu ermöglichen.
Als Zugangsvoraussetzung muss mindestens ein mittlerer schulischer Bildungsabschluss vorgewiesen werden. Hauptschüler müssen zusätzlich eine mindestens zweijährige Berufsausbildung absolviert haben (§ 8 Nr. 2 NotSanG).
Als neues Ausbildungsziel gilt gemäß § 4 Abs. 1 Satz 1 NotSanG: „Die Ausbildung zur Notfallsanitäterin oder zum Notfallsanitäter soll entsprechend dem allgemein anerkannten Stand rettungsdienstlicher, medizinischer und weiterer bezugswissenschaftlicher Erkenntnisse fachliche, personale, soziale und methodische Kompetenzen zur eigenverantwortlichen Durchführung und teamorientierten Mitwirkung insbesondere bei der notfallmedizinischen Versorgung und dem Transport von Patientinnen und Patienten vermitteln.“
Die Ausbildung zum Notfallsanitäter dauert unabhängig vom Zeitpunkt der staatlichen Prüfung in Vollzeitform drei Jahre, in Teilzeitform höchstens fünf Jahre. Sie besteht aus theoretischem und praktischem Unterricht und einer praktischen Ausbildung. Die Ausbildung schließt mit einer staatlichen Prüfung bestehend aus drei schriftlichen Aufsichtsarbeiten zu jeweils 120 Minuten, drei mündlichen Prüfungen zu jeweils 30 bis 45 Minuten und vier realitätsnahen Fallbeispielen, wovon jedes durch ein Fachgespräch ergänzt wird, ab. In der Prüfung hat der Prüfling nachzuweisen, dass er in der Lage ist, die in § 4 NotSanG definierten Aufgaben der Notfallversorgung auszuführen.
Der theoretische und praktische Unterricht wird in staatlich anerkannten Schulen durchgeführt. In den Ländern, in denen die Ausbildung nach diesem Gesetz dem Schulrecht unterliegt, wird die Genehmigung zur Durchführung der Ausbildung den Schulen nach dem Schulrecht der Länder und nach Maßgabe von § 6 NotSanG erteilt. Die praktische Ausbildung wird an einer genehmigten Lehrrettungswache und an geeigneten Krankenhäusern durchgeführt. Die Gesamtverantwortung für die Organisation und Koordination des theoretischen und praktischen Unterrichts und der praktischen Ausbildung entsprechend dem Ausbildungsziel § 4 NotSanG trägt die Schule. Die Schule unterstützt die praktische Ausbildung durch Praxisbegleitung. Die Bundeswehr erkennt die Ausbildung an und ermöglicht die Einstellung mit höherem Dienstgrad bzw. die entsprechende Beförderung eines beorderten Reservisten.
Folgende Punkte sind als Ausbildungsziele im Notfallsanitätergesetz niedergeschrieben:
- 1. die folgenden Aufgaben eigenverantwortlich auszuführen:
  - a) Feststellen und Erfassen der Lage am Einsatzort und unverzügliche Einleitung notwendiger allgemeiner Maßnahmen zur Gefahrenabwehr,
  - b) Beurteilen des Gesundheitszustandes von erkrankten und verletzten Personen, insbesondere Erkennen einer vitalen Bedrohung, Entscheiden über die Notwendigkeit, eine Notärztin oder einen Notarzt, weiteres Personal, weitere Rettungsmittel oder sonstige ärztliche Hilfe nachzufordern, sowie Umsetzen der erforderlichen Maßnahmen,
  - c) Durchführen medizinischer Maßnahmen der Erstversorgung bei Patienten im Notfalleinsatz und dabei Anwenden von in der Ausbildung erlernten und beherrschten, auch invasiven Maßnahmen, um einer Verschlechterung der Situation der Patienten bis zum Eintreffen des Notarztes oder dem Beginn einer weiteren ärztlichen Versorgung vorzubeugen, wenn ein lebensgefährlicher Zustand vorliegt oder wesentliche Folgeschäden zu erwarten sind,
  - d) angemessenes Umgehen mit Menschen in Notfall- und Krisensituationen,
  - e) Herstellen und Sichern der Transportfähigkeit der Patienten im Notfalleinsatz,
  - f) Auswählen des geeigneten Transportzielortes sowie Überwachen des medizinischen Zustandes der Patienten und seiner Entwicklung während des Transports,
  - g) sachgerechtes Übergeben der Patienten in die ärztliche Weiterbehandlung einschließlich Beschreiben und Dokumentieren ihres medizinischen Zustandes und seiner Entwicklung,
  - h) Kommunizieren mit am Einsatz beteiligten oder zu beteiligenden Personen, Institutionen oder Behörden,
  - i) Durchführen von qualitätssichernden und organisatorischen Maßnahmen im Rettungsdienst sowie Dokumentieren der angewendeten notfallmedizinischen und einsatztaktischen Maßnahmen und
  - j) Sicherstellen der Einsatz- und Betriebsfähigkeit der Rettungsmittel einschließlich Beachten sowie Einhalten der Hygienevorschriften und rechtlichen Arbeits- und Unfallschutzvorschriften;
- 2. die folgenden Aufgaben im Rahmen der Mitwirkung auszuführen:
  - a) Assistieren bei der ärztlichen Notfall- und Akutversorgung von Patienten im Notfalleinsatz,
  - b) eigenständiges Durchführen ärztlich veranlasster Maßnahmen bei Patienten im Notfalleinsatz und
  - c) eigenständiges Durchführen von heilkundlichen Maßnahmen, die vom Ärztlichen Leiter Rettungsdienst oder entsprechend verantwortlichen Ärzten bei bestimmten notfallmedizinischen Zustandsbildern und -situationen standardmäßig vorgegeben, überprüft und verantwortet werden;
- 3. mit anderen Berufsgruppen und Menschen am Einsatzort, beim Transport und bei der Übergabe unter angemessener Berücksichtigung der Gesamtlage vom individual-medizinischen Einzelfall bis zum Großschadens- und Katastrophenfall patientenorientiert zusammenzuarbeiten.

Die praktische Ausbildung findet zum einen in einer staatlich anerkannten Lehrrettungswache im Umfang von 1960 Stunden und zum anderen in einem geeigneten Krankenhaus im Umfang von 720 Stunden statt. Sie umfasst im Einzelnen:
- Rettungswache
  - Dienst an einer Rettungswache
  - Durchführung und Organisation von Krankentransporten
  - Durchführung und Organisation von Einsätzen in der Notfallrettung

Einsatzfreie Zeiten sind zur Vertiefung des schulischen Unterrichtes zu nutzen.
- Krankenhaus
  - Pflegeabteilung
  - Interdisziplinäre Notfallaufnahme
  - Anästhesie- und OP-Abteilung
  - Intensivmedizinische Abteilung
  - Geburtshilfliche, pädiatrische oder kinderchirurgische Fachabteilung/Intensivstation oder Station mit entsprechenden Patienten
  - Psychiatrische, gerontopsychiatrische oder gerontologische Fachabteilung

Die Ausbildung schließt mit einer staatlichen Prüfung ab, die einen schriftlichen, mündlichen und praktischen Teil umfasst. Die Prüfung ist an der Schule abzulegen, bei der die Ausbildung abgeschlossen wird.

### Ergänzungsprüfungen für Rettungsassistenten
Rettungsassistenten erhalten die Erlaubnis, die Berufsbezeichnung Notfallsanitäter zu führen, wenn sie bis zum 31. Dezember 2023 die staatliche Ergänzungsprüfung bestehen. Die staatliche Ergänzungsprüfung umfasst drei mündliche Teile im Umfang von jeweils 10 bis 15 Minuten (insgesamt 30 bis 40 Minuten) und zwei realitätsnahe Fallbeispiele, wovon eines aus dem Bereich der internistischen Notfälle und eines aus dem Bereich der chirurgischen Notfälle stammen muss. Ziel der Ergänzungsprüfung ist es, dass der Prüfling nachweist, dass er neben den Anforderungen an einen Rettungsassistenten auch den gestiegenen Anforderungen an einen Notfallsanitäter gerecht wird.
Darüber hinaus, müssen Rettungsassistenten abhängig ihrer Berufserfahrung an einer weiteren Ausbildung teilnehmen, bevor sie zur Ergänzungsprüfung zugelassen werden. Rettungsassistenten mit mehr als fünf Jahren Berufserfahrung können direkt zur staatlichen Ergänzungsprüfung, Rettungsassistenten mit zwischen drei und fünf Jahren Berufserfahrung müssen an 480 Stunden weiterer Ausbildung teilnehmen und Rettungsassistenten mit weniger als drei Jahren Berufserfahrung an 960 Stunden weiterer Ausbildung.

### Schutz der Berufsbezeichnung Rettungsassistent
Teilweise stoßen die Regelungen des Notfallsanitätergesetzes in der Berufsgruppe der Rettungsassistenten auf Unverständnis, da das Notfallsanitätergesetz keine prüfungsfreie Berufsanerkennung oder Überleitung zum Notfallsanitäter vorsieht. Eine Verfassungsbeschwerde blieb dahingehend ergebnislos. In der Begründung des Bundesverfassungsgerichts sahen die Richter darin keine Benachteiligung nach Art. 3 Abs. 1 GG und Art. 12 Abs. 1 GG.
Durch § 30 NotSanG wird die Berufsbezeichnung Rettungsassistent weiterhin geschützt und auf Grund der Berufserfahrung muss ein Rettungsassistent auch keine weitere Ausbildung absolvieren. Das Rettungsassistentengesetz (RettAssG) ist nach einer einjährigen Übergangszeit am 31. Dezember 2014 außer Kraft getreten. Der Einsatz und die Tätigkeit der Berufsgruppe Rettungsassistent werden jetzt durch die Bestimmungen des Notfallsanitätergesetzes und die der Landesrettungsdienstgesetze geregelt.

### Regelkompetenzen
Das Berufsbild Notfallsanitäter unterscheidet sich wesentlich von der bisherigen Ausbildung zum Beruf des Rettungsassistenten nach dem Rettungsassistentengesetz (RettAssG) vom 10. Juli 1989. Der wissenschaftliche Dienst des Bundestags schreibt dazu: „Zentrale Vorschrift des Notfallsanitätergesetzes ist § 4 NotSanG, der das Ausbildungsziel regelt. […] In § 4 Abs. 2 Nr. 1 NotSanG werden diejenigen Tätigkeiten beschrieben, die den Kernbereich der rettungsdienstlichen Aufgaben darstellen und die die Notfallsanitäterinnen und die Notfallsanitäter im späteren Berufsalltag aufgrund der Ausbildung eigenständig, das heißt auf eigene Verantwortung, ausführen sollen.“ Die Systematik des § 4 NotSanG unterscheidet dabei zwischen Aufgaben „im Rahmen der Mitwirkung“ (Abs. 1 Nr. 2) sowie Maßnahmen, die „eigenverantwortlich“ durchzuführen sind (Abs. 1 Nr. 1). Will der Notfallsanitäter (invasive) Maßnahmen zur Behandlung des Patienten ergreifen, kann er dies daher entweder im Rahmen der Mitwirkung (als Assistenz [Abs. 1 Nr. 2 lit. a], als Delegation [Abs. 1 Nr. 2 lit. b] oder als vorweggenommene bzw. antizipierte Delegation in Form einer sog. Verfahrensanweisung [VAW], auch Standard Operating Procedures, SOP genannt] oder eigenverantwortlich (Abs. 1 Nr. 1 lit. c) tun. In beiden Fällen stellt die Vornahme dieser invasiven Maßnahmen eine heilkundliche Tätigkeit dar, die grundsätzlich Ärzten vorbehalten ist (§ 1 Heilpraktikergesetz – HeilprG).
Wird der Notfallsanitäter auf Grundlage einer Delegation oder (bei Anwendung einer per VAW freigegebenen Maßnahme) vorweggenommenen Delegation tätig, liegt insoweit keine eigenständige heilkundliche Tätigkeit vor, sodass kein Verstoß gegen §§ 1, 5 HeilprG vorliegt. Liegt weder eine Delegation durch einen am Einsatzort befindlichen (Not-)Arzt noch eine VAW vor, welche die Maßnahme erlaubt, sieht der Gesetzgeber mit § 4 Abs. 2 Nr. 1 Buchst. c NotSanG in gewissem Umfang auch ein eigenverantwortliches Tätigwerden des Notfallsanitäters vor: „Durchführen medizinischer Maßnahmen der Erstversorgung bei Patientinnen und Patienten im Notfalleinsatz und dabei Anwenden von in der Ausbildung erlernten und beherrschten, auch invasiven Maßnahmen, um einer Verschlechterung der Situation der Patientinnen und Patienten bis zum Eintreffen der Notärztin oder des Notarztes oder dem Beginn einer weiteren ärztlichen Versorgung vorzubeugen, wenn ein lebensgefährlicher Zustand vorliegt oder wesentliche Folgeschäden zu erwarten sind.“ Obgleich dies hinreichend deutlich belegte, dass der Notfallsanitäter auch außerhalb der vorhandenen VAW zur Durchführung invasiver Maßnahmen befugt sein sollte, wurde die Rechtslage durch viele Berufsträger und Berufsverbände als unzureichend angesehen, da § 4 NotSanG selbst aufgrund seines Charakters als Berufszulassungsgesetz keine unmittelbare Rechtsfolge enthielt, die den Verstoß gegen § 1 HeilprG beseitigen konnte, weshalb nach Auffassung zahlreicher Juristen lediglich der Weg über eine Anwendung des § 34 Strafgesetzbuch (StGB) blieb, zu dessen Auslegung § 4 Abs. 1 Nr. 1 lit. c NotSanG dann „mittelbar“ herangezogen werden sollte.
Mit dem MTA-Reform-Gesetz wurde zur Lösung dieses Problems mit Wirkung zum 4. März 2021 der neue § 2a im NotSanG eingeführt, der Notfallsanitäterinnen und Notfallsanitätern die Ausübung heilkundlicher (ärztlicher) Tätigkeiten ausdrücklich erlaubt, einschließlich heilkundlicher Tätigkeiten invasiver (in den Körper eindringender) Art, bis zum Eintreffen der Notärztin oder des Notarztes oder bis zum Beginn einer weiteren ärztlichen, auch teleärztlichen Versorgung, wenn:
1. sie die Maßnahmen in ihrer Ausbildung erlernt haben und beherrschen und
2. die Maßnahmen jeweils erforderlich sind, um Lebensgefahr oder wesentliche Folgeschäden von der Patientin oder dem Patienten abzuwenden.

Damit hat der Notfallsanitäter eine rechtliche Grundlage für sein Handeln und muss nicht wie der frühere Rettungsassistent sein Handeln durch das Vorliegen eines rechtfertigenden Notstandes nach § 34 StGB begründen. Mit der zunehmenden Einführung der telemedizinischen Notarztversorgung wird nach Einschätzung von Juristen die Bedeutung des § 2a NotSanG sinken, da auch bei zeitkritischen Maßnahmen eine Live-Delegation durch einen Telenotarzt möglich sein wird.
Zur Abwendung von „wesentlichen Folgeschäden“ gehört nach Auffassung vieler Fachjuristen für Medizinrecht auch die Schmerztherapie mit Medikamenten, jedenfalls außerhalb von Bagatellfällen. Mit Wirkung zum 27. Juli 2023 wurde im Betäubungsmittelgesetz die Möglichkeit der Verabreichung von Betäubungsmitteln, insbesondere Opioiden, durch Notfallsanitäter ohne vorherige ärztliche Anordnung im Rahmen einer heilkundlichen Maßnahme geschaffen, sofern sie dabei nach standardisierten ärztlichen Vorgaben handeln, das Eintreffen eines Arztes nicht abgewartet werden kann und es zur Abwendung von Gefahren für die Gesundheit oder zur Beseitigung oder Linderung erheblicher Beschwerden erforderlich ist.
Mit dem Gesetz zum Schutz der Bevölkerung bei einer epidemischen Lage von nationaler Tragweite wurde mit Wirkung zum 27. März 2020 der neue § 5a im Infektionsschutzgesetz (IfSG) eingeführt, der neben anderen Heilberufen auch dem Notfallsanitäter und der Notfallsanitäterin im Rahmen einer epidemischen Lage von nationaler Tragweite die eigenverantwortliche Ausübung heilkundlicher Tätigkeiten ohne Arztvorbehalt unter gewissen Voraussetzungen gestattet.

### Problematik der Notkompetenz
Das Ziel, die sogenannte Notkompetenz, welche in der Regel im Rahmen des § 34 StGB durchgeführt wurde, durch Regelkompetenzen zu ersetzen, ist nicht erreicht worden. Das „Notkompetenz-Problem“ besteht weiterhin.
Die „1c-Maßnahmen“ (§ 4 Abs. 1c NotSanG) mussten im Notfall bereits vor Verabschiedung des Gesetzes im Rahmen der „Notkompetenz“ durch nicht-ärztliches Rettungsfachpersonal angewendet werden. Insofern ist hier keine Änderung eingetreten.
Die „2c-Maßnahmen“ (§ 4 Abs. 2c NotSanG) sind nach NotSanG „im Rahmen der Mitwirkung […] eigenständig“ durchzuführen. Dies ist jedoch ein Widerspruch in sich selbst. Der Absatz 2c ist zwar weitergeführt und beschränkt die Maßnahmen auf die von den jeweils verantwortlichen Ärzten vorgegebenen Vorgehensweisen, diese Anordnungen grenzen dann aber wiederum die Eigenständigkeit ein. Hinzu kommt, dass die Ausbildung nach § 4 Abs. 2 Satz 1 NotSanG lediglich „insbesondere dazu befähigen [soll]“, definierte Maßnahmen durchzuführen. Das ist im konkreten Fall jedoch nur eine Bestimmung für das Ausbildungsziel und keine Kompetenzvergabe. „Eine Ausbildungsvorgabe macht aber natürlich nur dann Sinn, wenn es auch eine rechtliche Grundlage zur Anwendung des Erlernten gibt“ (: Folie 17), was hier jedoch nicht der Fall ist. „Vergleichbare Gesetze, bspw. das Gesetz über die Berufe in der Krankenpflege, enthalten ausdrückliche Erlaubnisse zur Ausübung der Heilkunde. Die Einführung solcher Befugnisse ins NotSanG wurde im Gesetzgebungsverfahren mehrfach abgelehnt.“ (: Folie 22). Eine Vorab- oder Generaldelegation von Maßnahmen, welche hier wohl eingesetzt werden müsste, ist jedoch in der aktuellen Rechtslehre bzw. Rechtsprechung nicht bekannt. Außerdem ist nicht jede Maßnahme delegierbar. Des Weiteren muss eine Indikationsstellung durch einen Arzt erfolgen, daher ist es nahezu unmöglich, mit der aktuellen Rechtslage sinnvolle Abläufe zu definieren, in denen Notfallsanitäter keine Indikationen stellen müssen. In Bayern ist dagegen nach Auffassung der verwaltungsgerichtlichen Rechtsprechung eine Delegation mittels Verwaltungsakt durch den Ärztlichen Leiter Rettungsdienst möglich; diese kann er auch später noch widerrufen.
Der Vorschlag des Bundesrates (Drucksache 428/19) vom 11. September 2019, eine entsprechende Anpassung NotSanG vorzunehmen würde die Rechtslage jedoch nicht wesentlich verändern. Gleiches gilt für den Vorschlag der Bundesregierung (Ausschussdrucksache 19(14)108.1).
Insofern besteht die alte Problematik für das Rettungsfachpersonal, das Erlernte eventuell gar nicht oder nur mit empfindlichen Einschränkungen in die tägliche Berufspraxis einfließen lassen zu können, auch für Notfallsanitäter weiter.
Der Gesetzesentwurf der Bundesregierung (Drucksache 562/20) vom 25. September 2020 wurde am 18. November 2020 im Bundestag (Drucksache 19/24447) nochmals geändert, indem in Absatz 1 die Nummern 3 und 4 sowie Abs. 2 des § 2a gestrichen wurden. Am 16. Dezember 2020 fand zu dieser Thematik die öffentliche Sitzung des Gesundheitsausschusses zum MTA-Reform-Gesetz statt.
Die Abstimmung zur Gesetzesänderung im Bundestag erfolgte am 28. Januar 2021, der Bundesrat stimmte am 12. Februar 2021 der Gesetzesänderung zu. Jedoch bleibt die erhoffte Rechtssicherheit für die Notfallsanitäter auch nach der Gesetzesänderung aus, da keine Regelkompetenz für das Rettungsdienstpersonal besteht, sondern heilkundliche Maßnahmen nur unter den strengen Voraussetzungen des § 2a NotSanG eigenverantwortlich durchgeführt werden dürfen.

### Perspektiven
In den letzten Jahren litt der Rettungsdienst unter massiven Nachwuchsproblemen. Gründe dafür sind unter anderem die fehlenden Aufstiegs- und Entwicklungsmöglichkeiten, Schichtdienst mit entsprechenden Bereitschaftszeiten und die sehr großen physischen sowie psychischen Belastungen. In einer Studie des rheinland-pfälzischen DRK wurde festgestellt, dass nur 1,3 % der Rettungsassistenten 60 Jahre und älter sind. Viele Rettungsdienstmitarbeiter gehen in die Umschulung oder werden mit hohen Abschlägen frühverrentet. Bundesweite Untersuchungen der AOK ergaben, dass Rettungskräfte über 60 Jahre häufiger und länger krank sind als gleichaltrige Mitarbeiter anderer Berufsgruppen. Um den Beruf des Notfallsanitäters attraktiver zu gestalten, wurde der Berufsgruppe die Möglichkeit eingeräumt, an einigen Hochschulen den akademischen Grad Bachelor of Science zu erlangen. Dieser Abschluss befähigt die Absolventen, verstärkt administrative Aufgaben zu übernehmen oder an einer Rettungsdienstschule in der Ausbildung tätig zu werden.

### Berufsfeuerwehrleute
Berufsfeuerwehrleute üben den Beruf des Notfallsanitäters nur dann aus, wenn ihre Feuerwehr Aufgaben des Rettungsdienstes wahrnimmt. In der Regel erfolgt diese Ausbildung erst nach der Abschlussprüfung der feuerwehrtechnischen Ausbildung. Somit werden faktisch zwei Berufe ausgeübt.

### Bundeswehr
Bei der Bundeswehr gibt es hauptsächlich beim Zentralen Sanitätsdienst der Bundeswehr Notfallsanitäter Dienstposten, zudem gibt es Dienstposten beim Heeressanitätsdienst z. B. bei den Fallschirmjägern sowie bei der Luftwaffe in der Flugunfallbereitschaft.
Der Notfallsanitäter wird nicht wie der Rettungssanitäter zentral innerhalb der Bundeswehr ausgebildet, sondern über die Bundeswehr an einer zivilen Ausbildungseinrichtung. Dazu werden die Soldaten für drei Jahre an eine zivile Ausbildungseinrichtung kommandiert in der sie ihre Ausbildung zum Notfallsanitäter in Vollzeit absolvieren.
Nach der Ausbildung absolvieren die Soldaten die Ausbildung zum Einsatznotfallsanitäter an der Sanitätsakademie der Bundeswehr. Dort erhalten die Soldaten weitere Kompetenzen auf medizinischer sowie taktischer Ebene. Diese umfasst unter anderem erweiterte Notfallkompetenzen mit Hinblick darauf, dass auf dem Gefechtsfeld nicht immer ein Arzt zur Verfügung steht. 
Diese Ausbildung wird allerdings in Zukunft durch die TCCC CPP Ausbildung ersetzt und steht für "Tactical Combat Casualty Care Combat Paramedic Provider", CPP "Combat Paramedic Provider" beschreibt dabei die Ausbildungshöhe und ist aktuell von vier Ausbildungsstufen die höchste Ausbildungsstufe. Die Ausbildung wird durch eigene Instruktoren der Bundeswehr durchgeführt.

### Einkommen
Während der Ausbildung erhält die Notfallsanitäterin und der Notfallsanitäter entsprechend § 15 NotSanG eine Ausbildungsvergütung. Diese betrug Stand 2023 in Deutschland je nach Arbeitgeber im ersten Ausbildungsjahr ca. 1.191 Euro, im zweiten Ausbildungsjahr ca. 1.252 Euro und im dritten Ausbildungsjahr ca. 1.353 Euro.
Das Einkommen von ausgebildeten Notfallsanitäterinnen und Notfallsanitätern in Deutschland besteht aus einem Grundgehalt, das je nach Arbeitgeber bzw. eventueller Tarifbindung variieren kann. Je nach Beschäftigungszeit oder Berufserfahrung durchlaufen Tarifbeschäftigte innerhalb ihrer Entgeltgruppe mehrere Stufen. Dazu kommen eventuelle Funktionszulagen (z. B. als Schichtgruppenleiter oder Medizinprodukteverantwortlicher) sowie Zeit- und Schichtzulagen für Nacht- und Feiertagsdienste, Ortszuschläge, arbeitsmarktpolitische Zulagen, Jahressonderzahlungen und Beiträge zur Altersversorgung. Für den Vergleich von Gehältern sind neben den Entgeltstufen und Zulagen auch die unterschiedlichen Arbeits- und Schichtzeiten zu berücksichtigen.
Bekannte Tarifverträge und Eingruppierungen für Notfallsanitäterinnen und Notfallsanitäter (in Klammern) sind:
- AVR-Caritas (VG 5c)
- AVR-Diakonie (EG 7)
- AVR Johanniter (EG 7)
- DRK-Reformtarifvertrag (EG 9c)
- Tarifvertrag BRK (R 8)
- Tarifvertrag DRK Sachsen (EG G)
- Tarifvertrag DRK Sachsen-Anhalt (RD 9c)
- Tarifvertrag DRK Thüringen (EG 5)
- TV-L, Tarifvertrag für den öffentlichen Dienst der Länder (KR 8)[27]
- TVÖD, Tarifvertrag für den öffentlichen Dienst (P 8)

Zum Stichtag 1. Januar 2021 beträgt das Jahresbrutto der genannten Tarifverträge/Entgeltstufen nach fünf Jahren Betriebszugehörigkeit etwa zwischen 31.480,68 € (bei 40,0 Stunden pro Woche, TV DRK Sachsen) und 43.575,87 € (bei 39,0 Stunden pro Woche, AVR-Diakonie), ohne Zulagen.
Bei Arbeitgebern ohne Tarifbindung ist die Gehaltsstruktur individuell im Arbeitsvertrag geregelt.
Notfallsanitäter bei der Bundeswehr werden zwischen A7-A9 plus Zulagen besoldet. Sie tragen gleichzeitig den Dienstgrad eines Portepee Unteroffiziers von Feldwebel bis Oberstabsfeldwebel und haben neben ihrem Beruf als Notfallsanitäter weitere Führungsaufgaben. 
Aktuell ist eine Notfallsanitäterzulage im Gespräch. Die Voraussetzungen dafür sollen sein, dass die Soldaten ihre jährliche zivile Innübunghaltung sowie praktisch als auch theretisch absolvieren. Zudem müssen sie als Einsatznotfallsanitäter qualifiziert sein.
Berufsfeuerwehrleute erhalten eine Beamtenbesoldung anstatt des Entgelts, die sich von Bundesland zu Bundesland unterscheidet. Folglich erhalten Berufsfeuerwehrleute während der Ausbildung zum Notfallsanitäter eine volle Besoldung. Es ist aber in manchen Feuerwehren auch möglich, im Angestellten- oder Beamtenverhältnis Notfallsanitäter zu werden, ohne eine feuerwehrtechnische Ausbildung absolvieren zu müssen. Je nach Stadt und je nach weiteren Qualifikationen werden Notfallsanitäter in der Feuerwehr in den Besoldungsgruppen A 7 bis A 9 eingruppiert. Dies entspricht (am Beispiel Nordrhein-Westfalens) monatlichen Bezügen von 2.748,92 bis 3.739,16 Euro brutto, plus Feuerwehrzulage in monatlicher Höhe von 127,38 €, Jahressonderzahlung, Nacht- und Wochenendzuschlägen sowie einen Familienzuschlag für Verheiratete oder Eltern, der mehrere hundert Euro betragen kann. Für Angestellte können die Rechtsgrundlagen teilweise je nach Arbeitgeber bzw. anstellender Körperschaft variieren. Der Anspruch auf eine Feuerwehrzulage ergibt sich allerdings nur dann, wenn der Mitarbeiter überwiegend im feuerwehrtechnischen Einsatzdienst tätig ist, § 46 TVöD Sonderregelung für Beschäftigte im kommunalen feuerwehrtechnischen Dienst. Höchstrichterlich wurde bereits im Jahr 1965 entschieden, dass der Rettungsdienst und der Krankentransport nicht zum feuerwehrtechnischen Einsatzdienst gehören. Eine ausschließliche Tätigkeit als Notfallsanitäter im Rettungsdienst bei einer Berufsfeuerwehr genügt somit nicht für den Bezug der Feuerwehrzulage, da diese Tätigkeiten nicht der unmittelbaren Brandbekämpfung vor Ort dienen. Sinngemäß gilt für diese Mitarbeiter auch nicht der § 47 Nr. 3 Abs. 1 TV-L, welcher den betreffenden feuerwehrtechnischen Angestellten ermöglicht, mittels Übergangszahlung, bei mindestens 15 Jahren geleisteten feuerwehrtechnischen Einsatzdienst, auf Antrag, wie vergleichbare Beamte des mittleren feuerwehrtechnischen Dienstes, mit dem 60. Lebensjahr in den Ruhestand zu gehen.
Umstritten war jahrelang auch die für Notfallsanitäter wichtige Frage nach der Vergütung der Bereitschaftszeit. Dabei bestätigen mehrere jüngere Urteile, dass neben dem Bereitschaftsdienst auch Rufbereitschaft zu vergütende Arbeitszeit sein kann. Arbeitszeit ist es jedenfalls dann, wenn die Rufbereitschaft mit erheblichen Einschränkungen verbunden ist.

## Notfallsanitäter in Österreich

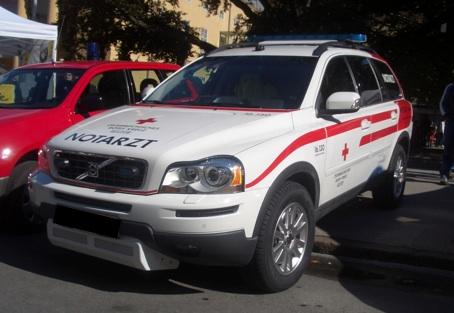
Das am häufigsten verbreitete „Arbeitsmittel“ der Notfallsanitäter in Österreich, das Notarzteinsatzfahrzeug

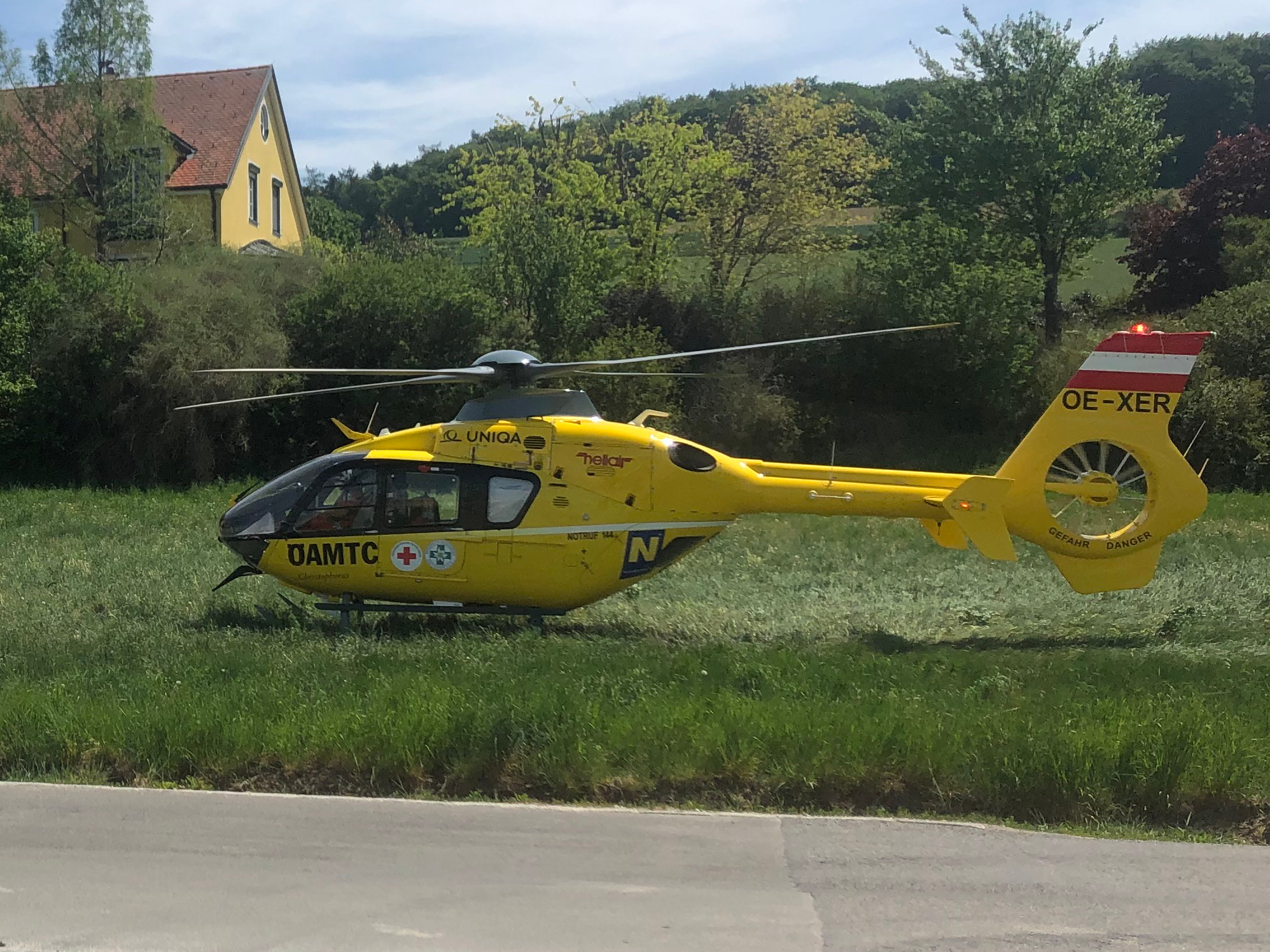
Auf einem Notarzthubschrauber, hier der Christophorus 2 aus Gneixendorf, ist neben dem Notarzt auch ein Notfallsanitäter tätig

Notfallsanitäter (NFS) sind in Österreich für die Rettung und den Notarztdienst ausgebildete Personen. In der Ausbildung werden die Grundlagen der Notfallmedizin und Techniken der Versorgung verletzter oder erkrankter Personen erlernt.
Ihre Aufgabe ist neben den allgemeinen Aufgaben eines Sanitäters (Betreuung des Patienten während des Transportes, Hilfestellung bei auftretenden Akutsituationen und Durchführung lebensrettender Sofortmaßnahmen) unter anderem die Unterstützung des Notarztes. So werden auf allen Notarztmitteln (NAW, NEF, NAH und ITW) Notfallsanitäter eingesetzt.
Die Ausbildung zum Notfallsanitäter baut auf der zum Rettungssanitäter auf und erlaubt dem Notfallsanitäter erweiterte Maßnahmen, wie etwa die Gabe bestimmter Medikamente (Arzneimittelliste 1) und die Anwendung von Notfallkompetenzen (siehe unten).
Die Bezeichnungen Rettungssanitäter und Notfallsanitäter bzw. die jeweiligen Ausbildungen sind erst seit 2002 durch das Sanitätergesetz (SanG) gesetzlich geregelt und staatlich anerkannt.

### Ausbildung in Österreich
Die Ausbildung baut auf der zum Rettungssanitäter auf und stellt abgesehen von der Notarzteigenschaft die höchste Qualifikation im österreichischen Rettungsdienst dar. Sie umfasst weitere 480 Stunden und gliedert sich in drei Teile:
- die theoretische Ausbildung im Ausmaß von 160 Stunden,
- ein Krankenhauspraktikum im Ausmaß von 40 bis 160 Stunden (280 Std. – 160 Std. + 40 Std.) sowie
- ein 280-stündiges Praktikum in Notarztsystemen (RTW und NEF/NAW), wovon bis zu 120 Stunden als Krankenhauspraktikum absolviert werden können.

Personen, die sich für die Aufnahme zur Ausbildung zum Notfallsanitäter bewerben, müssen folgende Voraussetzungen erfüllen:
- eine aktive Berechtigung als Rettungssanitäter,
- eine Bestätigung, dass der Bewerber mindestens 160 Einsatzstunden im Rettungs- und Krankentransportdienst absolviert hat, welche die Eignung für die Ausbildung zum Notfallsanitäter bestätigen und
- den positiven Abschluss eines Eingangstests.

Der Lehrstoff der Rettungssanitäter-Ausbildung wird vertieft, zusätzliche Inhalte betreffen Einsatztaktik und Arzneimittellehre. Die Ausbildung endet mit einer mündlichen und praktischen Prüfung vor einer Prüfungskommission.
Nach Abschluss der Ausbildung sind NFS berechtigt, Medikamente der Arzneimittelliste 1 zu verabreichen. Diese wird vom jeweiligen Chefarzt („für die Ärztliche Versorgung zuständigen Vertreter der jeweiligen Einrichtung“) freigegeben. Beim Samariterbund umfasst sie beispielsweise Adrenalinautoinjektor (EpiPen), Acetylsalicylsäure, verschiedene Beta 2 Sympathomimetika bzw. Anticholinergikum, Paracetamol, Midazolam, Diazepam und Naloxon.
Notfallsanitäter werden üblicherweise von den Hilfsorganisationen (Rotes Kreuz, Samariterbund, Johanniter, Malteser Hospitaldienst), der Berufsrettung Wien sowie dem Österreichischen Bundesheer ausgebildet. Die private Gesellschaft  ADIUVARE – Schulung und Fortbildung gGmbH bietet als einzige private Sanitäterschule in Kooperation mit der Berufsrettung Wien und dem Wiener Gesundheitsverbund eine Notfallsanitäter Ausbildung bis zur Ausbildungsstufe NKV an. Als Ausbilder kommen primär Lehrsanitäter, aber auch Ärzte und andere „geeignete Personen“ zum Einsatz.
Eine automatische Anerkennung ausländischer Ausbildungsscheinen besteht in Österreich nicht. Um Anerkennung zu erlangen ist eine Nostrifikation des Bundesministeriums für Gesundheit und Frauen erforderlich.

### Notfallkompetenzen

#### Rechtliche Einordnung
Notfallsanitäter können durch zusätzliche Ausbildungen sogenannte Notfallkompetenzen erwerben. Dadurch dürfen sie unter bestimmten Umständen Maßnahmen durchführen, die normalerweise Ärzten vorbehalten sind. Die Notfallkompetenzen sind in Österreich durch ein Bundesgesetz geregelt (SanG), was bedeutet, dass der anwendende Notfallsanitäter einen eindeutig vorgegebenen rechtlichen Rahmen für die Anwendung hat. Wenn die Voraussetzungen für die Anwendung zutreffen, müssen die geregelten und indizierten ärztlichen Maßnahmen durchgeführt werden.

#### Anwendung
Notfallkompetenzen dürfen angewendet werden, wenn:
- sie zur Abwehr einer Gefahr für Leben und Gesundheit des Patienten geeignet sind,
- das gleiche Ziel nicht durch weniger eingreifende Maßnahmen erreicht werden kann und
- eine entsprechende Anweisung eines anwesenden Arztes oder
- sofern ein Arzt nicht anwesend ist, die vorangehende Verständigung des Notarztes oder die Veranlassung derselben

Man unterscheidet die allgemeinen Notfallkompetenzen NKA und NKV von der besonderen Notfallkompetenz NKI. Die Notfallkompetenzen bauen aufeinander auf, das heißt, dass ein Notfallsanitäter mit der NKI bereits NKA und NKV besitzen muss.

#### Allgemeine Notfallkompetenz
- Notfallkompetenz Arzneimittellehre (NKA): Verabreichung von Medikamenten laut Arzneimittelliste 2
- Notfallkompetenz Venenzugang und Infusion (NKV): Punktion peripherer Venen und Verabreichung kristalloider Infusionslösungen

Die Arzneimittelliste 1 umfasst (hier beispielsweise beim Roten Kreuz LV NÖ) folgende Medikamente:
- Acetylsalicylsäure (p.o. bei akutem Koronarsyndrom)
- Adrenalin (i. m. – bevorzugt M. vastus lateralis, alternativ M. deltoideus – bei Anaphylaxie / inhalativ bei Obstruktion der oberen Atemwege)
- Diazepam (rektal bei zerebralem Krampfanfall)
- Fenoterolhydrobromid & Ipratropiumbromid (inhalativ bei Obstruktion der unteren Atemwege)
- Esketamin (i.v. / intranasal)
- Methoxyfluran (inhalativ bei mäßigem bis starkem traumatischem oder atraumatischem muskuloskelettalem Schmerz)
- Midazolam (intranasal / bukkal bei zerebralem Krampfanfall)
- Naloxon (intranasal bei akuter Opiat-Überdosierung mit Atemdepression)
- Paracetamol (rektal / p.o. bei leichten bis mäßigen Schmerzen und/oder Fieber)
- Prednisolon / Prednison / Methylprednisolon (rektal bei Pseudokrupp)
- Salbutamol (inhalativ bei Obstruktion der unteren Atemwege)
- Salbutamol & Ipratropiumbromid (inhalativ bei Obstruktion der unteren Atemwege)

Die Arzneimittelliste 2 umfasst (hier beispielsweise beim Roten Kreuz LV NÖ) folgende Medikamente:
- Acetylsalicylsäure (i.v. bei akutem Koronarsyndrom)
- Adrenalin (i.v. bei Kreislaufstillstand)
- Amiodaron (i.v. bei Kreislaufstillstand)
- Dimetinden (i.v. bei Anaphylaxie)
- Diphenhydramin (i.v. bei Anaphylaxie)
- Esketamin (i.v. zur Analgesie)
- Glucose (i.v. bei Hypoglykämie)
- kristalloide Infusionslösung (i.v. bei Kreislaufstillstand, Anaphylaxie, unstillbarer Blutung, Blutdruckmanagement, Hypoglykämie, Hyperglykämie, Intoxikation, als Trägerlösung sowie zum Offenhalten oder Spülen eines venösen Zuganges)
- Lorazepam (i.v. bei zerebralem Krampfanfall)
- Midazolam (i.v. bei zerebralem Krampfanfall, im Rahmen der Schmerztherapie)
- Naloxon (i.v. bei akuter Opiat-Überdosierung mit Atemdepression)
- Prednisolon / Prednison / Methylprednisolon (i.v. bei Anaphylaxie)
- Tranexamsäure (i.v. bei unstillbarer Blutung)
- Urapidil (i.v. bei hypertensivem Notfall)

Arzneimittellisten anderer Organisationen können abweichen

#### Besondere Notfallkompetenz
- Notfallkompetenz endotracheale Intubation und Beatmung (NKI): Einführen eines Beatmungsschlauches in die Luftröhre ohne Muskelrelaxans. Die Kenntnisse sind alle zwei Jahre durch eine Rezertifizierung nachzuweisen.

Für die Ausübung der besonderen Notfallkompetenz ist neben der positiv abgeschlossenen Ausbildung bzw. Rezertifizierung zusätzlich eine Ermächtigung durch den Chefarzt der jeweiligen Rettungsorganisation notwendig.

#### Weiteres
Der Bundesminister für Gesundheit (Bundesministerium für Gesundheit) kann nach dem aktuellen Stand der Wissenschaft weitere Notfallkompetenzen definieren.
Häufig wird die Anwendung der Notfallkompetenzen von den jeweiligen Trägerorganisationen des Rettungsdienstes genauer definiert und durch organisationsinterne Algorithmen reglementiert: So war beispielsweise beim österreichischen Roten Kreuz lange Zeit die Armbeuge als Punktionsstelle dem ärztlichen Personal vorbehalten, der NFS-NKV durfte nur Handrücken und Unterarm punktieren. Solchen Reglementierungen kommt juristisch allerdings keine Bedeutung zu.
Die ÖRK-Landesverbände Burgenland, Kärnten, Oberösterreich, Salzburg, Vorarlberg, Tirol und Steiermark (Ausnahme NKI-Rettungsmediziner in Graz/Steiermark) bieten die Ausbildung zur NKI im Gegensatz zu anderen Organisationen zurzeit nicht an. Wegen der niedrigen Anwendungsfrequenz ist die endotracheale Intubation durch Sanitäter unter Österreichischen Rettungsdiensten umstritten, als Alternative wird häufig der Larynxtubus von den NFS/NKI angewendet.
Im Rahmen der Reanimation ist der Einsatz des Larynxtubus' für alle Sanitäter des ÖRK (RS und NFS ohne Notkompetenzen) zugelassen. Der Einsatz des Larynxtubus ist beim Arbeiter Samariter Bund Österreichs seit 2025 nicht mehr im Einsatz. NFS und Höher dürfen eine Larynxmaske bzw. i-gel supraglottische Atemhilfe verwenden.
Die höchste Dichte an Notfallsanitätern NKI findet sich in Wien.

### Vergleich zu Deutschland
Der Beruf des Notfallsanitäters in Österreich unterscheidet sich vom deutschen Pendant stark durch die Qualifikation und die wesentlich kürzere Ausbildungsdauer, in Österreich 900 Stunden Regelausbildung (1640 Stunden bis NKI mit Berufsmodul), in Deutschland 4600 Stunden Ausbildung. Lediglich die Berufsbezeichnung ist gleich.